# Bushwick Bill
Richard Shaw (8 de Dezembro de 1966 - 9 de junho de 2019), mais conhecido pelo nome artístico Bushwick Bill, foi um membro do grupo americano de hip hop Geto Boys. Nasceu na Jamaica, mas se mudou para o Brooklyn, no bairro de Bushwick, em Nova Iorque, ainda criança.
No verão de 1991, Bushwick Bill atirou a si mesmo no olho numa tentativa de suicídio durante uma discussão com sua namorada, perdendo um olho; Bill menciona esse acontecimento e sua intoxicação por álcool retificado Everclear em sua canção "Ever So Clear".
Bill era portador de nanismo; sua altura era de 1 metro e 12 centímetros.

## Discografia
| Informação do álbum |
| --- |
| Little Big Man - Lançado: 8 de Setembro de 1992 - Billboard 200: #15 - R&B/Hip-Hop: #32 - Singles: "Ever So Clear"/"Call Me Crazy" (#49 R&B)                   |
| Phantom of the Rapra - Lançado: 11 de Julho de 1995 - Billboard 200: #43 - R&B/Hip-Hop: #3 - Singles: "Who's the Biggest"/"Only God Knows" (#113 Pop, #88 R&B) |
| No Surrender…No Retreat - Lançado: 27 de Outubro de 1998 - Billboard 200: - - R&B/Hip-Hop: #43 - Singles:                                                      |
| Universal Small Souljah - Lançado: 13 de Março de 2001 - Billboard 200: - - R&B/Hip-Hop: - - Singles: "Unforgiven"                                             |
| Gutta Mixx - Lançado: 29 de Março de 2005 - Billboard 200: - - R&B/Hip-Hop: - - Singles: "20Minutesormore"                                                     |
| My Testimony of Redemption - Lançado: 25 de Março de 2010 - Billboard 200: - - R&B/Hip-Hop: -                                                                  |